# Harold Marcuse
Harold Marcuse (Waterbury, 15 de noviembre de 1957) es un historiador estadounidense, estudioso de la Alemania moderna y contemporánea y profesor universitario de este periodo y de historia pública. Enseña en la Universidad de California, Santa Bárbara.

## Biografía
Nacido en Waterbury, Connecticut en 1957, Harold Marcuse es nieto del teórico crítico y filósofo alemán Herbert Marcuse, así como hijo del hijo de este, Peter Marcuse. Se licenció en Física en la Universidad Wesleyan (B.A. 1979, magna cum laude) en Middletown, Connecticut. Obtuvo un máster en Historia del Arte en la Universidad de Hamburgo en 1987, con una tesis sobre un monumento conmemorativo de 1949 dedicado «a las víctimas de la persecución nacionalsocialista y la lucha de resistencia».
En 1985, Marcuse coprodujo una exposición fotográfica sobre monumentos y memoriales que conmemoraban acontecimientos del periodo nazi y de la Segunda Guerra Mundial. En 1986, ingresó en el programa de doctorado de la Universidad de Míchigan, Ann Arbor, para escribir una disertación sobre la historia posterior a 1945 del (antiguo) campo de concentración de Dachau que examinaba los legados de Dachau. Marcuse afirma que, desde el final de la Segunda Guerra Mundial, gran parte del arte, la literatura y el debate público en Alemania han girado en torno a las cuestiones de la resistencia al nazismo, la colaboración y la complicidad con el Tercer Reich.
Marcuse comenzó a enseñar historia en la Universidad de California en Santa Bárbara en 1992. Su estudio de las diferentes formas en que los alemanes conmemoraron los acontecimientos bajo el gobierno de Hitler le llevó a investigar la cuestión más amplia de lo que la gente consigue al aprender sobre los acontecimientos históricos. Examina las formas en que se han representado los esos acontecimientos a lo largo del tiempo y los significados que diversos grupos de personas han extraído de los mismos y sus representaciones. Marcuse contribuyó a poner en contacto a una estudiante, Collette Waddell, con una superviviente polaca del Holocausto, Nina Morecki, lo que dio lugar a un libro sobre el Holocausto en el que no sólo se hablaba de la época, sino también de cómo los supervivientes siguieron su vida después. Marcuse ha declarado que su interés por la enseñanza de la historia también le llevó a participar activamente en la reforma de los requisitos de educación general de la Universidad de Santa Bárbara entre 1997 y 2004.
También está interesado en el uso de la tecnología, como la grabación en vídeo e Internet en la enseñanza de la historia; el uso de la historia oral en la enseñanza de los estudios sociales; y la cuestión de la comprensión pública de la historia, a menudo denominada memoria colectiva. En 2012, Marcuse declaró que sus intereses eran «la educación histórica y la exposición pública de la historia (monumentos, museos, programas escolares, películas, ...)». Esto en concreto le llevó a estudiar los efectos de la ley Que Ningún Niño Se Quede Atrás (No Child Left Behind) en su sistema escolar local.
Marcuse y su primera esposa (1987-2010) tuvieron dos hijos, Aaron (nacido en 1988) y Miriam (nacida en 1993). En el sitio web de la familia, Marcuse afirma que él y su primera esposa se separaron en 2001 y se divorciaron en 2010. Se casó de nuevo en 2012.

## Publicaciones
- Harold Marcuse (2001). Legacies of Dachau: The Uses and Abuses of a Concentration Camp, 1933-2001. Cambridge University Press. ISBN 0-521-55204-4.